# Roberto Lipari
Roberto Lipari (Palermo, 12 settembre 1990) è un comico, cabarettista, conduttore televisivo e attore italiano.

## Biografia
Il suo esordio nel cabaret è avvenuto a Palermo nel duo "Sale e Pepe", con Antonio Pepati. Diventato virale con alcuni video sul web, venne selezionato nel 2016 nel cast di Eccezionale veramente, show de LA7 per giovani attori comici, che vinse classificandosi primo. Dallo stesso anno entrò nel cast di Colorado, per due stagioni consecutive. Nel 2017 prese parte alla seconda edizione di Eccezionale veramente nelle vesti di ospite fisso e co-conduttore e debuttò sia al cinema, con un piccolo ruolo nel film Classe Z, sia a teatro, con un fortunato spettacolo di stand up comedy, Battipanni Lipari tutto!.
Nel 2019 è stato protagonista del film TuttAPPosto e da novembre è diventato inviato per Striscia la Notizia. Nella stagione autunnale del 2021 ha debuttato come conduttore dello stesso programma in coppia con Sergio Friscia, coppia che viene confermata anche nelle stagioni seguenti. Il 25 luglio 2023 viene pubblicato su Prime Video il primo film da regista di Roberto Lipari So tutto di te, con protagonista lo stesso Lipari, con Sergio Friscia e Leo Gullotta tra gli altri.

## Filmografia

### Attore
- To Dinner with Love, regia di Salvatore Sclafani - cortometraggio (2012)
- Classe Z, regia di Guido Chiesa (2017)
- Tuttapposto, regia di Gianni Costantino (2019)
- So tutto di te, regia di Roberto Lipari (2023)
- The Bad Guy, regia di Giancarlo Fontana e Giuseppe G. Stasi – serie TV, episodio 2x02 (2024)

### Regista
- So tutto di te (2023)

## Programmi televisivi
- Eccezionale veramente (LA7, 2016-2017)
- Colorado (Italia 1, 2016-2018)
- Striscia la notizia (Canale 5, dal 2019)
- Only Fun - Comico Show (Nove, dal 2023)
- Stasera tutto è possibile (Rai 2, 2024)
- Italia 1 On Stage (Italia 1, 2024)